# Suro Ilir
Suro Ilir is een bestuurslaag in het regentschap Kepahiang van de provincie Bengkulu, Indonesië. Suro Ilir telt 949 inwoners (volkstelling 2010).